# Casa Huiracocha
La casa Huiracocha, Wiracocha o Miró Quesada, es una vivienda unifamiliar ubicada en el distrito de Jesús María de la ciudad de Lima en Perú. Fue proyectada en 1947 por el arquitecto peruano Luis Miró Quesada, quien también la habitó. Debido a su valor simbólico como una de las primeras obras de arquitectura moderna en el Perú, fue catalogada en 1996 como patrimonio cultural de la Nación.

## Antecedentes
A diferencia de otros países de Latinoamérica como México y Brasil, en el Perú la arquitectura moderna tardó en llegar. Fue recién después de la Segunda Guerra Mundial que se empezó a sentir en el medio arquitectónico peruano la influencia de la arquitectura moderna brasileña, dando lugar a una reforma en la enseñanza de la arquitectura. En ese contexto, el arquitecto Luis Miró Quesada publicó en 1945 Espacio en el Tiempo, libro donde se dieron a conocer los criterios y principios del diseño y composición modernos. Un par de años más tarde, con el surgimiento de la Agrupación Espacio liderada también por el arquitecto Miró Quesada, se empezaron a promover los valores de la modernidad más allá de la arquitectura.

## Arquitectura
La casa está diseñada bajo una concepción moderna, su propuesta surgió como una reacción frente a los estilos arquitectónicos tradicionales como el historicismo y el neocolonial. En el diseño de la vivienda, el arquitecto Luis Miró Quesada Garland reflejó los lineamientos expresados en su libro Espacio en el Tiempo, introduciendo nuevas nociones como la planta libre, la conexión entre los espacios exteriores e interiores, y la terraza jardín.
El proyecto consiste de una casa de tres plantas de carácter marcadamente horizontal. En el primer nivel el espacio interior es fluido y se aísla de la calle, abriéndose  hacia un jardín interior. En el segundo piso destaca un balcón techado a lo largo de la fachada que brinda protección del asoleamiento, así como una ventana corrida que proporciona vistas del exterior. En la azotea se aprovechan sus espacios al estilo de la terraza jardín de Le Corbusier y sobresale el volumen cilíndrico de la escalera que atraviesa verticalmente toda la casa. Dado lo abierta de su planta, la albañilería de ladrillo se diseñó usando muros curvilíneos que a la vez de asegurar la estabilidad de la casa refuerzan el sentido de su fluidez espacial. Los materiales como el ladrillo expuesto en los muros, las planchas corrugadas en el balcón y la sutil carpintería metálica de la azotea fueron utilizados de una forma que era poco común en ese momento.